# Otto Winzen
Otto Winzen (* 27. September 1951 in Wiesbaden) ist ein deutscher Schriftsteller.

## Leben
Otto Winzen ist in Wiesbaden aufgewachsen. Von 1974 bis 1979 studierte er Germanistik und Politik an der Justus-Liebig-Universität Gießen und schloss mit dem Examen für das Höhere Lehramt ab. Von 1978 bis 1986 lebte er als Autor in Köln, von 1986 bis 1991 in Frankfurt am Main, von 1991 bis 1994 in Madrid und seit 1994 wieder in Frankfurt am Main.
Seit 1980 veröffentlicht er Prosa, Lyrik und Essays. Der Schwerpunkt seiner literarischen Arbeit sind Romane und Erzählungen. Er schreibt auch Gedichte und Texte für die Bühne. Er ist seit 1980 Mitglied im Verband deutscher Schriftsteller.

## Werke
Lyrik
- Hier in den Städten. Verlag Georg Büchner, Gießen 1982.
- Fallholz und hundert Jahre. Verlag Georg Büchner, Gießen 1984.

Bühnenwerke
- Deinen Kopf, Holofernes. Libretto zur Kammeroper von Volker Blumenthaler, Uraufführung 1989 Musiktheater im Revier Gelsenkirchen. Partitur erschienen im Moeck Verlag, Celle 1987.
- Libretto. Moeck Verlag, Celle 1990.
- Lippe geleckt. Schauspiel, gemeinsam mit Henri Hohenemser, entstanden 2006.
  - Edition 6065, Wiesbaden 2019, ISBN 978-3-941072-22-0.

Prosa
- Das signierte Haus. Erzählungen, EDITION 6065, Wiesbaden 1995, ISBN 3-9804715-0-0, ISBN 978-3-9804715-0-3 (neu).
- Der blaue Baum. Roman, EDITION 6065, Wiesbaden 1999, ISBN 3-9804715-5-1, ISBN 978-3-9804715-5-8 (neu).
- Der Eiserne Hain. EDITION 6065, Wiesbaden 2001, ISBN 3-9804715-9-4, ISBN 978-3-9804715-9-6 (neu).
- Welt der Spiegel. Erzählung, EDITION 6065, Wiesbaden 2004, ISBN 3-9808639-9-9, ISBN 978-3-9808639-9-5 (neu).
- Ich bin so schön – Reisen ins Innere der Mondin. EDITION 6065, Wiesbaden 2006, ISBN 3-9810365-2-2, ISBN  978-3-9810365-2-7 (neu).
- Der Fürst frühstückt – Berichte aus der Welt der Flughunde. EDITION 6065, Wiesbaden 2008, ISBN 978-3-9810365-9-6.
- Die eigene Welt. Erzählung, MundoNet Publishers, Frankfurt/Main 2009, ISBN 978-3-939939-01-6.
- Canin Royal Adult. Skizzen und Zeichnungen, MundoNet Publishers, Frankfurt/Main 2010, ISBN 978-3-939939-02-3.
- Blendung einer Amazone. Novelle, EDITION 6065, Wiesbaden 2011, ISBN 978-3-941072-10-7.
- Requiem auf eine Hand. Erzählungen, EDITION 6065, Wiesbaden 2013, ISBN 978-3-941072-12-1.
- Ein Piano im Garten. Drei Reisen nach Verdun. Erzählung, EDITION 6065, Wiesbaden 2014, ISBN 978-3-941072-15-2.
- Adornos Nachbar. Erzählung, EDITION 6065, Wiesbaden 2015, ISBN 978-3-941072-16-9.
- Camilla auf meinen Füßen. Erzählungen, MundoNet Publishers, Frankfurt/Main 2016, ISBN 978-3-939939-03-0.
- Luther Luther?. Erzählung, MundoNet Publishers, Frankfurt/Main 2017, ISBN 978-3-939939-04-7.
- Versuch, seinen Autor zu treffen. Erzählung, MundoNet Publishers, Frankfurt/Main 2018, ISBN 978-3-939939-03-0.
- Ein Haus in Berlin. Erzählungen, MundoNet Publishers, Berlin 2019, ISBN 978-3-939939-07-8.
- Der letzte Blick. Erzählungen, MundoNet Publishers, Berlin 2021, ISBN 978-3-939939-08-5.
- Das Champagnerreich. Erzählung, EDITION 6065, Wiesbaden 2021, ISBN 978-3-941072-25-1.
- Roter Granit. Erzählung, Edition 6065, Wiesbaden 2022, ISBN 978-3-941072-26-8.
- Krummer Wald. Erzählungen, Edition 6065, Wiesbaden 2023, ISBN 978-3-941072-29-9.
- Der Zahnarzt des Kaisers. Erzählung, Edition 6065, Wiesbaden, 2024, ISBN 978-3-941072-31-2.

 Herausgabe
- Otto Winzen (Hrsg.), Von Kairo nach Frankfurt am Main, Wege und Spuren zu Ursula Straumann. MundoNet Publishers, Berlin 2018, ISBN 978-3-939939-06-1.
- Henning Schrader / Otto Winzen (Hrsg.),  Willi Post, Die Kriegstagebücher des Kronberger Malers. Mundo Net Publishers, Frankfurt/Main 2006, ISBN 978-3-939939-00-9.
- Otto Winzen (Hrsg.): Frankfurter Künstlerclub 1955–2005. 1822-Stiftung der Frankfurter Sparkasse, Frankfurt/Main 2005.